# 1975 en photographie
| Années de la photographie : 1972 - 1973 - 1974 - 1975 - 1976 - 1977 - 1978    |
| Décennies de la photographie : 1940 - 1950 - 1960 - 1970 - 1980 - 1990 - 2000 |

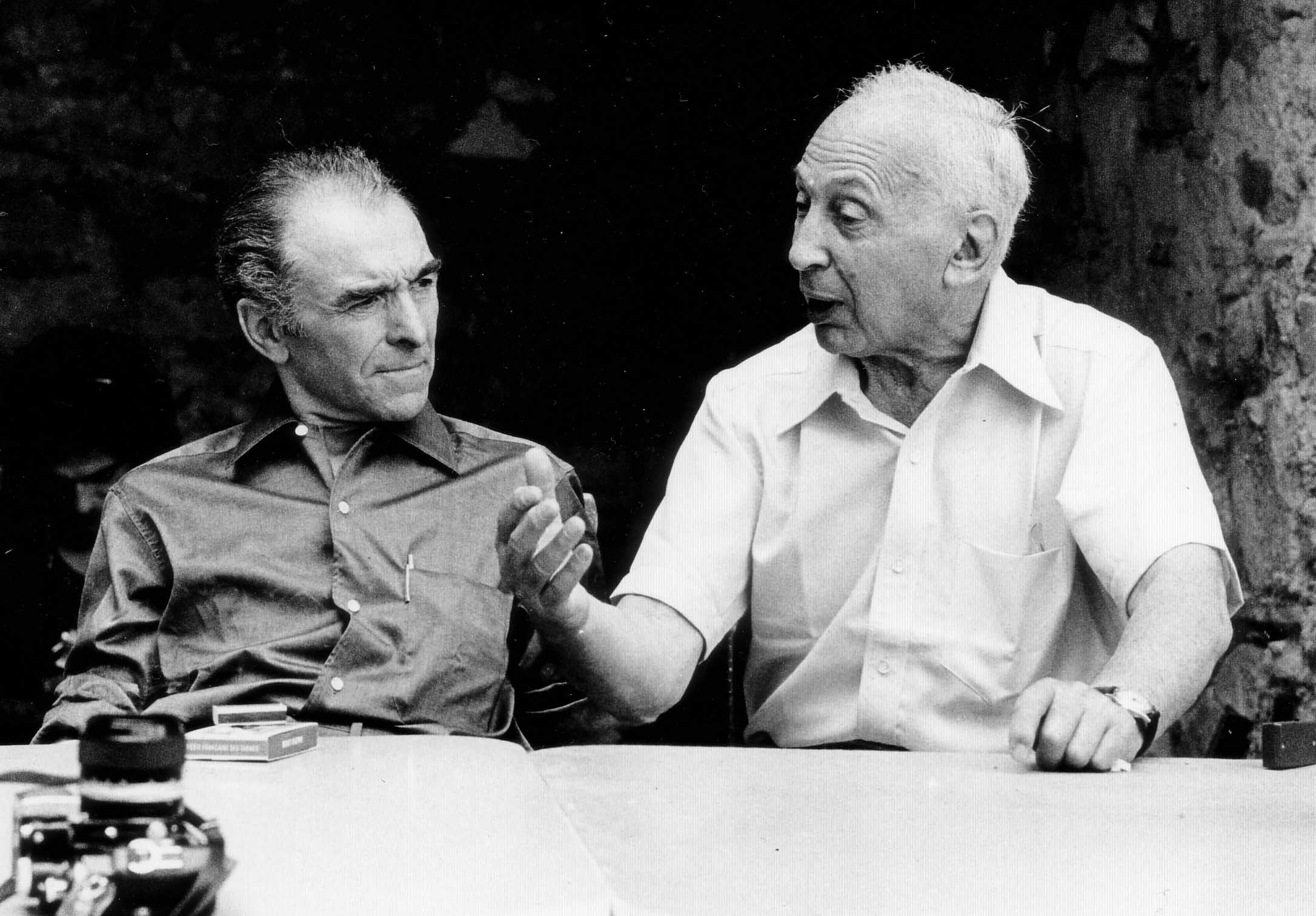
Robert Doisneau et André Kertész aux rencontres d'Arles en 1975.

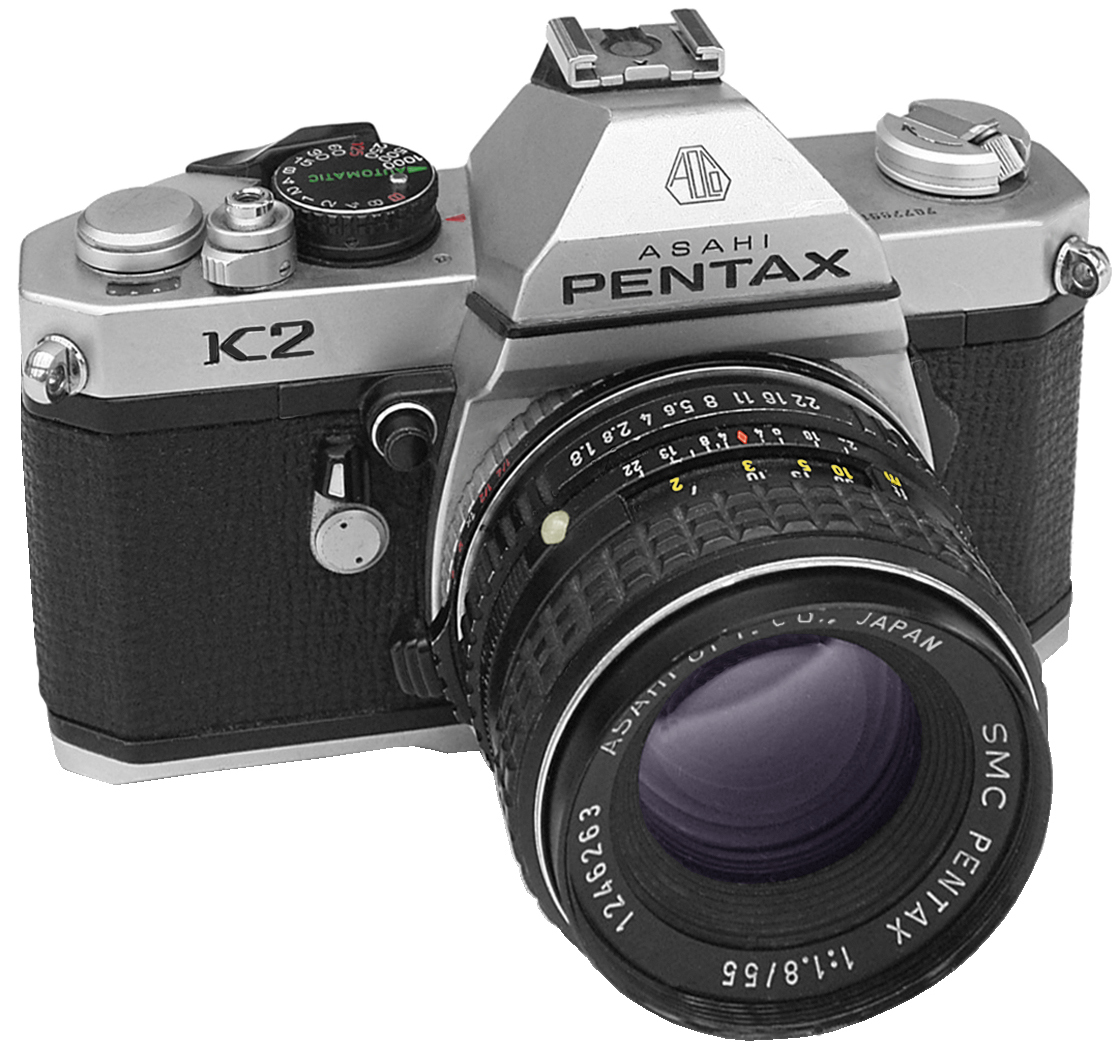
Pentax K2.

Cet article présente les faits marquants de l'année 1975 en photographie.

## Événements
- mars : Eastman Kodak dépose une demande de brevet "Color imaging array" (matrice d'imagerie couleur) pour la matrice de Bayer mise au point par Bryce Bayer, scientifique américain qui travaille chez Kodak ; l'invention sera brevetée l'année suivante et utilisée dans la plupart des appareils photographiques numériques.
- juin : Agathe Gaillard ouvre à Paris la première galerie d'art entièrement consacrée à la photographie en France[1].
- La firme japonaise Asahi Pentax commercialise le Pentax K2, un appareil photographique reflex argentique au format 35 mm.
- Création aux États-Unis du Center for Creative Photography par le président de l'université et le photographe Ansel Adams sur le campus de l'université de l'Arizona à Tucson, centre de recherche et musée.
- Claude Bricage est engagé au Théâtre national de Chaillot à Paris  comme photographe permanent.
- Le photographe camerounais Samuel Fosso, après un court apprentissage chez un photographe local, ouvre à l'âge de treize ans son propre studio photographique à Bangui en République centrafricaine[2].
- Le fonds photographique Ruiz Vernacci est acquis par l'État espagnol à la famille Ruiz Vernacci, derniers propriétaires privés de ce fonds formé par le photographe Joaquín Ruiz Vernacci qui avait notamment acquis les photographies de Jean Laurent. Ce fonds, conservé à l'Institut du patrimoine culturel d'Espagne, compte plus de 40 000 négatifs réalisés entre 1857 et 1960 par divers photographes[3].

## Photographies notables
- Les atterrisseurs des sondes spatiales soviétiques Venera 9 et 10 transmettent les premières images de la surface de Vénus en noir et blanc[4].

## Livres de photographies
- Hélène Adant, Matisse, la chapelle du Rosaire des Dominicaines de Vence et de l'Espoir, texte de Norbert Calmels, Mane, éditions Robert Morel, 1975, 190 p. Lire en ligne (extrait).
- Brassaï, Henry Miller grandeur nature, Paris, Gallimard, 264-16 p.  (ISBN 2-07-029341-6)[5].
- Ghislain Dussart, Brigitte Bardot, texte de Françoise Sagan, Paris, Flammarion  (ISBN 2-08-010747-X)[6].
- Georg Gerster (trad. Corinne Wild), La Terre de l'homme : vues aériennes, Zurich, Paris, Atlantis, coll. « Orbis terrarum », 320 p. (ISBN 978-3-76110-477-4) (Prix Nadar en 1976).
- André Martin (préf. François Laplantine), Les noires vallées du repentir : contribution à l'étude de la mentalité magico-religieuse en Italie méridionale, Paris, éditions Entente, 129 p. (ISBN 2-7266-0013-1) (Prix Nadar en 1977).
- Garry Winogrand, Women are beautiful, New York, Farrar, Strauss et Giroux[7],[8].

## Études, essais, articles
- Michel Auer, Histoire illustrée des appareils photographiques, Lausanne, Edita, 1975, 285 p.  (ISBN 978-2880010041).
- Erwin Blumenfeld, Einbildungsroman / Jadis et Daguerre, Paris, Robert Laffont, coll. « Pavillons », 413 p. : autobiographie.
- Gisèle Freund, « L'image de la photographie », le Monde,‎ 25 septembre 1975 (lire en ligne).

## Expositions
- 24 février - 11 mai : Josef Koudelka, Rétrospective, Museum of Modern Art (MoMA), New York[9].
- 18 avril - 15 juin : Women of photography, an historical survey, San Francisco Museum of art[10].

puis : 2 septembre - 26 octobre : New Mexico Museum of Art, Santa Fe ; 2 février - 14 mars 1976 : Art history galleries, University of Wisconsin, Milwaukee.
- octobre 1975 - février 1976 : New Topographics : Photographs of a Man-Altered Landscape (« Nouvelles topographies : Photographies du paysage modifié par l’homme »), George Eastman House, Rochester.

L'exposition réunit huit jeunes photographes américains sélectionnés par William Jenkins : Robert Adams, Lewis Baltz, Joe Deal, Frank Gohlke, Nicholas Nixon, John Schott, Stephen Shore et Henry Wessel Jr., auxquels se joignent les photographes allemands Bernd et Hilla Becher. Elle représente un tournant dans l'évolution de la photographie documentaire et dans la représentation des paysages urbains contemporains.
- novembre - décembre : Moholy-Nagy László : 1895-1946, Galerie nationale hongroise, Budapest[12].
- 2 décembre 1975 - 4 janvier 1976 : Jean-Pierre Sudre, Galerie du Château d’Eau, Toulouse[13].
- Richard Avedon, Portraits 1969-1975, Marlborough Gallery (en), New York[14].
- Claude Dityvon. Regards sur un exil, Maison de la culture de la Seine-Saint-Denis, Bobigny[15].

## Festivals et congrès photographiques
- 7 - 27 juillet : 6es Rencontres de la photographie d'Arles[16],[17].
- septembre : photokina à Cologne.

## Prix et récompenses
- Prix Niépce : Jean-Louis Nou.
- Prix Nadar : Vu par Life, Amsterdam, éditions Time-Life international, 1974, 302 p. (recueil de photographies publiées dans le magazine Life de 1936 à 1972).
- Médaille David-Octavius-Hill : non décerné.
- Prix Erich-Salomon : Personenbeschreibung, émissions de Georg Stefan Troller sur ZDF.
- Prix culturel de la Société allemande de photographie : Croix-Rouge allemande.
- Prix Robert Capa Gold Medal : Dirck Halstead pour sa couverture de la guerre du Viêt Nam dans Time.
- Prix Pulitzer de la photographie d'actualité : Gerald H. Gay, pour Lull in the Battle, photographie de quatre pompiers épuisés, publiée dans le Seattle Times le 11 octobre 1974.
- Prix Pulitzer de la photographie d'article de fond : Matthew Lewis pour ses photographies dans The Washington Post.
- Prix Ansel-Adams non décerné.
- Prix de la Société de photographie du Japon / prix annuel : Kineo Kuwabara, Takeyoshi Tanuma, Shōmei Tōmatsu, Takuya Tsukahara, Shōji Ueda.
- Création du Prix Kimura Ihei par la société Asahi Shimbun, éditrice du quotidien Asahi shinbun et de la revue Asahi Camera. Premier lauréat : Kazuo Kitai.
- World Press Photo of the Year : Ovie Carter pour la photographie d'un enfant lors de la famine au Sahel[18].
- Médaille du progrès de la Royal Photographic Society : Beaumont Newhall.

## Naissances
- 21 janvier : Charles Fréger, photographe français.
- 5 février : Melisa Teo, photographe singapourienne active à Paris.
- 8 février : Iwan Baan, photographe néerlandais.
- 12 avril : Julien Guinand, photographe et artiste français.
- 24 mai : Romain Laurendeau, photographe français, lauréat en 2020 de deux World Press Photo of the Year, catégories "Long term projects" et "Story of the Year".
- 1er juillet : Carole Jury, photographe et peintre française.
- 15 septembre : Iiu Susiraja, photographe finlandaise.
- 21 décembre : Florian Schulz, photographe animalier allemand.

- Date précise inconnue ou non renseignée :
  - Venetia Dearden, photographe britannique.
  - Tanya Habjouqa, photographe américano-jordanienne.
  - Mauricio Lima, photojournaliste et photographe documentaire brésilien.
  - Jessica Todd Harper, photographe américaine.
  - Pablo Tosco, photographe argentin.

## Décès
- 10 janvier : Maria Austria, photographe austro-néerlandaise, née le 19 mars 1915.
- 27 janvier : Germaine Kanova, photojournaliste et photographe de guerre française, née le 21 août 1902.
- 4 avril : 
  - Herbert List, photographe allemand, mort le 7 octobre 1903.
  - Albert Rudomine, photographe français d'origine ukrainienne, né le 27 avril 1892.
- 10 avril : Walker Evans, photographe américain, né le 3 novembre 1903.
- 27 avril (tué lors d'un reportage pendant la guerre du Viêt Nam) : Michel Laurent, photojournaliste français, né le 22 juin 1946.
- 24 juin : Adalberto Benítez, photographe espagnol, né le 23 avril 1893.
- 16 novembre : Wynn Bullock, photographe américain, né le 18 avril 1902.
- 22 décembre : Yevonde Middleton, photographe anglaise, née le 5 janvier 1893.
- 24 décembre : Bertha Günther, artiste et danseuse allemande, connue pour ses recherches sur les photogrammes, née le 8 juin 1894.

- Date précise inconnue ou non renseignée :
  - Lorenzo Almarza Mallaina, photographe espagnol, né en 1887.

## Célébrations
Centenaire de naissance
- Pere Casas Abarca
- Harriet Chalmers Adams
- Fernand Detaille
- Corona González
- Uchida Kuichi
- Hans Lehmann
- Rita Martin
- Richard N. Speaight
- Nelly Thüring
- Eustasio Villanueva

Centenaire de décès
- Edmond Bacot
- Bruno Braquehais
- Guillaume Duchenne de Boulogne
- Émile Garreaud
- Alphonse Le Blondel
- Madame Moriss
- Oscar Gustave Rejlander
- Pierre-Ambroise Richebourg
- Thomas Sutton
- Augustus Washington
- Jesse Harrison Whitehurst

Bicentenaire de naissance
- Jean-Gabriel Eynard